# جو براون (عازف قيثارة)
جو براون (بالإنجليزية: Joe Brown)‏ (و. 1941  م) هو عازف قيثارة، وممثل مسرحي، وممثل أفلام، ومقدم تلفزيوني، ومغني، وموسيقي بريطاني، يستخدم آلات قيثارة، ومندولين، بدأ مشواره المهني سنة 1959.

## جوائز
حصل على جوائز منها:

عضو رتبة الإمبراطورية البريطانية

## وصلات خارجية
- جو براون على موقع IMDb (الإنجليزية)
- جو براون على موقع ميوزك برينز (الإنجليزية)
- جو براون على موقع أول موفي (الإنجليزية)
- جو براون على موقع ديسكوغز (الإنجليزية)
- جو براون على موقع قاعدة بيانات الفيلم (الإنجليزية)